# Moiano (Italië)
Moiano is een gemeente in de Italiaanse provincie Benevento (regio Campanië) en telt 4115 inwoners (31-12-2004). De oppervlakte bedraagt 20,3 km², de bevolkingsdichtheid is 207 inwoners per km².
De volgende frazioni maken deel uit van de gemeente: Tre Masserie, Luzzano.

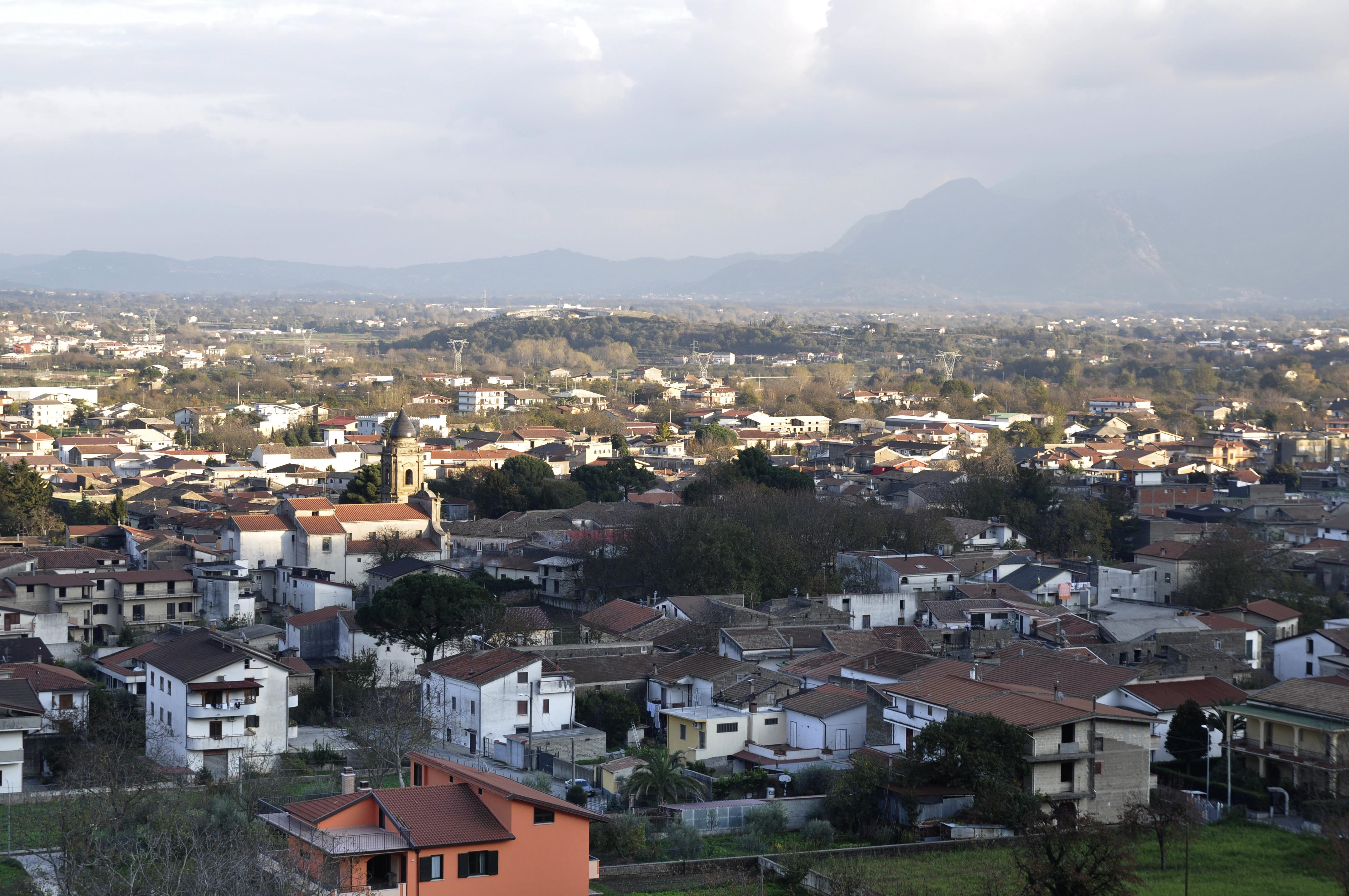
Moiano
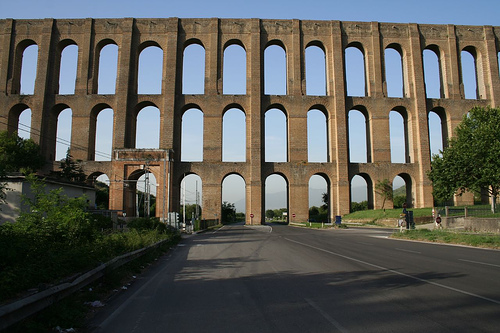
Aquaduct Vanvitelli
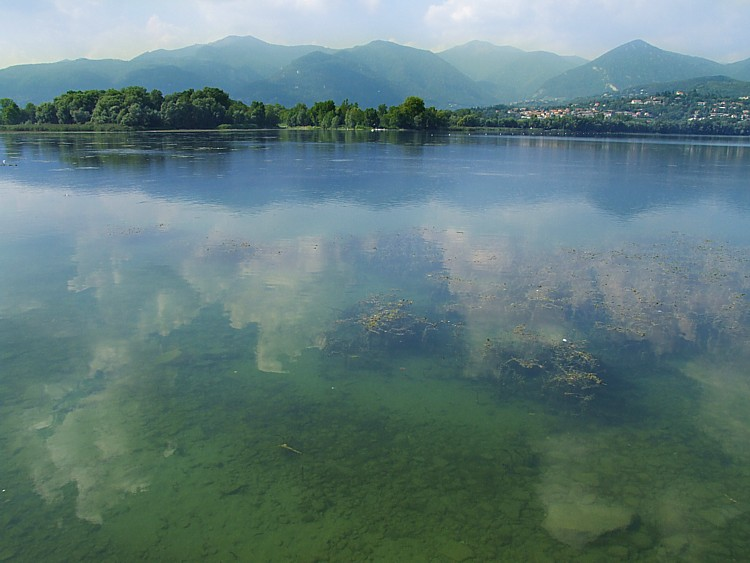
Pusianomeer

## Demografie
Moiano telt ongeveer 1540 huishoudens. Het aantal inwoners daalde in de periode 1991-2001 met 0,5% volgens cijfers uit de tienjaarlijkse volkstellingen van ISTAT.
| Jaar | Inwoneraantal |
| ---- | ------------- |
| 1991 | 4127          |
| 2001 | 4106          |

## Geografie
De gemeente ligt op ongeveer 271 m boven zeeniveau.
Moiano grenst aan de volgende gemeenten: Airola, Arienzo (CE), Bucciano, Forchia, Sant'Agata de' Goti, Tocco Caudio.